# Тельті
Тельті (італ. Telti, сард. Telti) — муніципалітет в Італії, у регіоні Сардинія, провінція Сассарі. До 2016 року муніципалітет належав до провінції Ольбія-Темпіо.
Тельті розташоване на відстані близько 290 км на південний захід від Рима, 190 км на північ від Кальярі, 14 км на захід від Ольбії, 22 км на схід від Темпіо-Паузанії.
Населення — 2295 осіб (2014).
Покровителька — свята Вікторія.

## Демографія
Населення за роками:

Станом на 1 січня 2023 року в муніципалітеті офіційно проживало 96 іноземців з 15 країн, серед них 56 громадян країн Євросоюзу та 6 громадян України.

## Сусідні муніципалітети
- Каланджанус
- Монті
- Ольбія
- Сант'Антоніо-ді-Галлура